# Manistee Lake
Manistee Lake – jednostka osadnicza w Stanach Zjednoczonych, w stanie Michigan, w hrabstwie Kalkaska.